# Saurida golanii
Espèce
Statut de conservation UICN

 DD 16 août 2019 : Données insuffisantes
Saurida golanii est une espèce de poissons marins de la famille des Synodontidae.

## Systématique
L'espèce Saurida golanii a été décrite pour la première fois en 2011 par Barry C. Russel (d).

## Distribution
Cette espèce se croise uniquement dans le Golfe d'Aqaba.

## Description
Saurida golanii est une espèce dont l'holotype mesure 27,58 cm, et dont la longueur varie pour les spécimens adultes de 21,36 à 36,4 cm.
Cette espèce se trouve principalement sur le plancher marin, à des profondeurs variant généralement de 200 à 500 m.
Il s'agit d'un poisson allongé, à la mâchoire proéminente dont le ventre est gris clair et dont le dos est gris très foncé, limite brun noir.

## Étymologie
Son épithète spécifique, golanii, est un hommage à l’ichtyologue israélien Daniel Golani (d) pour l'importance de son travail sur la faune marine de la mer Rouge.

## Écologie et environnement
Cette espèce est l'espèce du genre Saurida ayant été retrouvée aux plus grandes profondeurs, ce que Russel explique par les courants marins du golfe, qui entraînent une homogénéité de la température de l'eau, y compris à des profondeurs avoisinant les 600 m.

## Publication originale
- (en) Barry C. Russell, « Saurida golanii, a new deep water lizardfish (Pisces: Synodontidae) from the Gulf of Aqaba, northern Red Sea », Zootaxa, vol. 3098, no 1,‎ 15 novembre 2011, p. 21 (ISSN 1175-5334 et 1175-5326, OCLC 49030618, DOI 10.11646/ZOOTAXA.3098.1.2, lire en ligne).